# Borris-in-Ossory

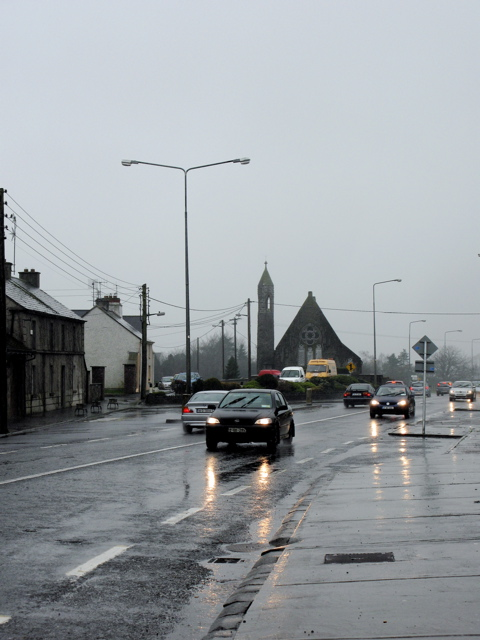
Główna ulica w Borris-in-Ossory

Borris-in-Ossory (irl. Buiríos Mór Osraí) – wieś w zachodniej części hrabstwa Laois w Irlandii położona tuż przy granicy z hrabstwem Tipperary przy drodze R445. Liczba ludności: 475 (2011).

## Transport
Wieś położona jest przy drodze R445 łączącej się z autostradą M7 Limerick–Dublin. Linie autobusowe łączą wieś z Dublinem, Limerick, Galway, Cork i Carlow oraz lokalnie z pobliskimi miejscowościami.
Najbliższa stacja kolejowa Ballybrophy znajduje się ok. 5 km na południe.